# Ilustrowana encyklopedia dla wszystkich. Fizyka
Ilustrowana encyklopedia dla wszystkich. Fizyka – polska encyklopedia fizyczna z serii Ilustrowanych encyklopedii dla wszystkich, popularnonaukowych encyklopedii poświęconych różnym działom nauki i techniki wydanych przez Wydawnictwa Naukowo-Techniczne w okresie PRL .

## Historia
Encyklopedia opracowana została przez Dział Encyklopedii Techniki WNT i wydana została w Warszawie w latach 1985–1991 przez Wydawnictwa Naukowo-Techniczne. Przeznaczona była dla wszystkich, którzy interesują się nauką i techniką, a w szczególności dla uczniów szkół zawodowych i ogólnokształcących. Podczas prac redakcyjnych przyjęto założenie, że czytelnik ma wykształcenie na poziomie szkoły ponadpodstawowej .
Książka stanowi zamkniętą całość, niezależną od innych tomów, która może być kupiona oddzielnie. Zawiera podstawowe informacje z różnych dziedzin fizyki oraz pokrewnych nauk. Objęła 2500 haseł ułożonych w porządku alfabetycznym na 338 stronach . Encyklopedia miała 3 wydania: 1985, 1987  oraz 1991.